# NGC 345
NGC 345 is een spiraalvormig sterrenstelsel in het sterrenbeeld Walvis. Het hemelobject ligt ongeveer 217 miljoen lichtjaar van de Aarde verwijderd en werd op 27 september 1864 ontdekt door de Duitse astronoom Albert Marth.

## Synoniemen
- PGC 3665
- MCG -1-3-64

## HD 6031
Vanaf de aarde gezien staat het stelsel NGC 345 schijnbaar dicht bij de ster HD 6031 (magnitude 7). Op sommige telescopisch verkregen foto's waar NGC 345 op te zien is, kan tevens het schijnsel van HD 6031 opgemerkt worden. Zie ook de stelsels NGC 347, NGC 349, en NGC 350 die zich eveneens schijnbaar dichtbij HD 6031 bevinden.